# Bečov nad Teplou
Bečov nad Teplou är en stad i Tjeckien.   Den ligger i regionen Karlovy Vary, i den västra delen av landet, 110 km väster om huvudstaden Prag. Bečov nad Teplou ligger 526 meter över havet och antalet invånare är 976.
Terrängen runt Bečov nad Teplou är platt åt sydost, men åt nordväst är den kuperad. Bečov nad Teplou ligger nere i en dal. Runt Bečov nad Teplou är det ganska glesbefolkat, med 25 invånare per kvadratkilometer. Närmaste större samhälle är Karlovy Vary, 16,7 km norr om Bečov nad Teplou. I omgivningarna runt Bečov nad Teplou växer i huvudsak blandskog.